# Malbork
Malbork (latinsko Mariaeburgum, Mariae castrum, Marianopolis, nemško Marienburg) je okrajno mesto ob reki Nogat v Pomorjanskem vojvodstvu.
V preteklosti je bil sedež grofije Malbork in v letih 1309–1457 je 
glavno mesto Države Tevtonskega reda. Malbork se nahaja na ozemlju nekdanje Pomezanije v zgodovinski Gornji Prusiji  in Vislanskem. V drugi polovici 16. stoletja je bil kraljevo mesto v Malborškem vojvodstvu.

## Zgodovina gradu
Mesto so začeli graditi tevtonski vitezi okoli pruske trdnjave Ordensburg Marienburg, ustanovljene leta 1274 na vzhodnem bregu reke Nogat. Grad in trdnjavo so po zavetnici Sveti Mariji imenovali Marienburg. Utrjeni grad je postal sedež Tevtonskega reda in največja gotska trdnjava v Evropi.
Med trinajstletno vojno so tevtonski vitezi grad Marienburg zastavili češki najemniški vojski, ki ga je leta 1457 zaradi neporavnanih obveznosti vitezov prodala poljskemu kralju Kazimirju IV. Od leta 1457 do 1772 je bil grad ena od poljskih kraljevih rezidenc. Poljski kralji so se pogosto zadrževali v gradu, zlasti na potovanjih v bližnji Gdansk.  Grad je obiskal tudi astronom Nikolaj Kopernik. Od leta 1568 je bila v gradu tudi poljska admiraliteta (pomorska komisija). V njem je bila leta 1584 ustanovljena ena od poljskih kraljevih kovnic. V gradu je bil največji arzenal poljsko-litovske države.
Zaradi skoraj 230 let nenehne gradnje grajski kompleks sestavljajo trije gradovi,   združeni v enega. Klasičen primer srednjeveške trdnjave je največji opečni grad na svetu in eden najbolj impresivnih te vrste v Evropi. Ko je izbruhnila druga svetovna vojna, so Nemci grad ravno obnavljali, med vojno pa je bila več kot polovica gradu  porušena. Po vojni je bil grad obnovljen. Grad in grajski muzej sta uvrščena na Unescov seznam svetovne dediščine.

## Zgodovina mesta

### Srednji vek
V bližini gradu je zraslo mesto Marienburg. Reka Nogat in ravninski teren sta omogočala plovbo sto kilometrov v notranjost celine. Tevtonski vitezi so od trgovcev pobiral cestnine za plovbo po reki in uvedli monopol nad trgovino z jantarjem. Mesto je kasneje postalo član Hanzeatske lige. V njem so potekala številna hanzeatska srečanja.
Tevtonski red je po bitki pri Grunwaldu močno oslabel. Pred poljskim obleganjem gradu leta 1410 so  tevtonski vitezi mestu Marienburg požgali, grad pa je vzdržal in ostal pod njihovo oblastjo. Leta 1457  so češki plačanci zaradi neporavnanih računov grad prodali Poljski. Tevtonski red je je svoj sedež preselil v Königsberg (danes Kaliningrad, Rusija). Mesto Marienburg se je pod županom Bartholomäusom Blumejem in drugimi še tri leta upiralo Poljakom. Ko so Poljaki končno prevzeli oblast, so Blumeja obesili in razčetverili, štirinajst častnikov in tri preostale tevtonske viteze pa vrgli v ječo. Blumeju so leta 1864 postavili spomenik.

Po sklenitvi Drugega torunjskega miru leta 1466  je mesto postalo glavno mesto Malborškega vojvodstva v poljski provinci Kraljevi Prusiji. V njem so bili naseljeni večinoma Nemci.

### Kasnejša zgodovina
V poljski državi je Malbork cvetel zaradi poljske trgovine z žitom in lesom ter razvoja obrti. Novi deli mesta so se zaradi pomanjkanja prostora gradili izven mestnega obzidja. V 17. stoletju je mesto trpelo zaradi vpadov Švedov. Med veliko severno vojno je leta 1710 polovica prebivalstva umrla zaradi epidemije kolere. Po vojnah so se v mestu, predvsem v predmestjih, naselili novi prebivalci, med njimi tudi priseljenci iz Škotske  Leta 1740 je Malbork prenehal biti trdnjava.
Po prvi delitvi Poljske leta 1772 je bil Marienburg priključen k Prusiji in naslednje leto postal  del novoustanovljene province Zahodna Prusija.  Prusi so ukinili občinsko vlado in jo nadomestili s svojo. V zgodnjem 19. stoletju so pruske oblasti priznale poljsko govorečo skupnost mesta in dovolile, da so duhovniki pridigali v poljščini. Med napoleonskimi  vojnami so mesto leta 1807 zasedli Francozi. Leta 1812 je na pohodu proti Rusiji skozi mesto korakala Grande Armée. V tem času je mestu obiskal tudi Napoleon.
Med  prvo svetovno vojno v mestu ni bilo bojev, je pa čutilo negativne posledice vojne: pritok beguncev, inflacijo, brezposelnost in pomanjkanje hrane.
Po prvi svetovni vojni je bil skladno z določbami Versajske mirovne  pogodbe 11. julija 1920 izveden  plebiscit z vprašanjem, ali želijo prebivalci ostati v Nemčiji ali se prikljčiti k na novo ustanovljeni Poljski. V Marienburgu se je za Nemčijo odločilo 9641 meščanov, za Poljsko pa samo 165. Posledično je bil Marienburg vključen v Regierungsbezirk Marienwerder znotraj nemške province Vzhodne Prusije. V obdobju Weimarske republike se je Marienburg nahajal na sričišču med Poljsko, Nemčijo in svobodnim mestom Danzig.
Po prvi svetovni vojni je mesto prizadela gospodarska kriza. Po kratkem okrevanju sredi 20. let dvajsetega stoletja je bila velika depresija še posebej huda v Vzhodni Prusiji. Ko sta januarja 1933 na oblast v Nemčiji prišla Adolf Hitler in njegova nacistična stranka, se je začela eliminacija  političnih nasprotnikov, tako da je na zadnjih pol svobodnih volitvah marca 1933 nacistom v Marienburgu pripadlo 54 % glasov. Po nemški invaziji na Poljsko septembra 1939 so voditelje poljske manjšine aretirali in poslali v koncentracijska taborišča.

### Druga svetovna vojna
Med drugo svetovno vojno je bila na letališču vzhodno od Marienburga zgrajena  tovarna letal Focke-Wulf. V letih 1943 in 1944 so tovarno  dvakrat bombardirala letala ameriške vojske. Letališče je zdaj 22. letalska baza poljskih zračnih sil.
Med vojno so Nemci ustanovili taborišče za vojne ujetnike Stalag XX-B in taborišče za prisilno delo. Med ujetniki so bili Britanci, Francozi, Poljaki, Belgijci in Jugoslovani.
Proti koncu druge svetovne vojne je bilo mesto razglašeno za trdnjavo. Večina civilnega prebivalstva je pobegnila ali bila evakuirana, približno 4000 ljudi pa se je odločilo ostati. V začetku leta 1945 je bil Marienburg prizorišče hudih bojev Nemcev z Rdečo armado in bil skoraj popolnoma uničen. Bitka je trajala do 9. marca 1945. Junija 1945 je bilo mesto predano poljskim oblastem, ki so v mesto prispele že aprila in ga preimenovale v Malbork. Prebivalstvo Marienburga, ki ni pobegnilo, je bilo izgnano. Zapuščina nemško govorečega prebivalstva je bila uničena.
Pol stoletja kasneje, leta 1996, so v množičnem grobišču v Malborku našli 178 trupel in leta 2005 še 123. Oktobra 2008 so med izkopavanjem za temelje novega hotela v Malborku našli množično grobnico s posmrtnimi ostanki 2116 oseb. Vsi mrtvi naj bi bili nemški prebivalci Marienburga pred letom 1945, vendar jih ni bilo mogoče niti identificirati niti zagotovo ugotoviti vzroka njihove smrti. Poljska preiskava je ugotovila, da so trupla skupaj z ostanki nekaterih mrtvih živali morda zakopali, da bi preprečili širjenje tifusa, ki je prisoten v nemirnem koncu druge svetovne vojne. Preiskava je bila tako zaključena 1. oktobra 2010, ker ni bil ugotovljen utemeljen sum kaznivega dejanja. Večina mrtvih so bile ženske in otroci,  ki so najverjetneje umrli zaradi lakote, bolezni, mraza in kot stranske žrtve vojnih operacij. Le nekaj kosti je imelo znake, ki bi lahko bili posledica morebitne strelne rane. 14. avgusta 2009 so vse posmrtne ostanke pokopali na nemškem vojaškem pokopališču v Starem Czarnowu v poljskem Pomorjanskem, nedaleč od današnje nemške meje.
V Malborku je mogoče najti tudi vojaško pokopališče z 240 grobovi, večinoma ujetnikov iz Združenega kraljestva, ki so umrli na tem območju v obeh svetovnih vojnah, zlasti v taborišču Stalag XX-B med drugo svetovno vojno.

### Povojno obdobje
Po drugi svetovni vojni so mesto postopoma ponovno naselili Poljaki. Mnogi priseljenci so bili izgnanci s poljskih območij, ki jih je priključila Sovjetska zveza. Februarja 1946 je prebivalstvo mesta doseglo 10.017 ljudi in nato do leta 1965 naraslo na 28.292 in do leta 1994 na 40.347 ljudi.
Aprila 1945 je ponovno začela delovati sladarna, maja je bila ustanovljena poljska pošta, v cerkvi sv. Janeza so potekala prva povojna bogoslužja v poljskem jeziku in setembra so odprli poljske šole. V naslednjih letih je bila večina vojne škode odpravljena. Leta 1947 je bil obnovljen železniški most na Nogatu, ki so ga marca 1945 porušili Nemci. Nov cestni most je bil zgrajen leta 1949.  Leta 1946 je bila ustanovljena tovarna sladkorja.
Staro mestno jedro Malborka po vojni ni bilo obnovljeno. Namesto tega so opeko iz ruševin uporabili za obnovo najstarejših predelov Varšave in Gdanska. Izjeme so bili stara mestna hiša, dvoje mestnih vrat in cerkev sv. Janeza, sicer pa ni v starem mestnem jeru Malborka ostala nobena zgradba izpred druge svetovne vojne.  Na mestu starega mestnega jedra so v 60.  letih dvajsetega stoletja zgradili stanovanjsko naselje.
Leta 1962 je bila v Malborku ustanovljena tovarna testenin, ki je kmalu postala ena največjih tovrstnih tovarn na Poljskem.

## Pobratena mesta
- Margny-lès-Compiègne, Francija (od 2004)
- Monheim am Rhein, Nemčija (od 2005)
- Nordhorn, Nemčija (od 1995)
- Sölvesborg Švedska (od 1999)
- Trakai, Litva (od 1997)

## Galerija
- Kip poljskega kralja Kazimirja IV.
- Stara mestna hiša (Ratusz)
- Cerkev sv. Janeza Krstnika
- Brama Garncarska (Lončarska vrata)
- Brama Mariacka (Marijina vrata)
- Pošta
- Vodni stolp
- Okrožno sodišče
- Mestna hiša v slogu art nouveau
- Marijina cerkev
- Turistični informacijski center